# مکس کریستینزن
مکس کریستینزن (آلمانی: Max Christiansen؛ زادهٔ ۲۵ سپتامبر ۱۹۹۶) بازیکن فوتبال اهل آلمان است که در پست هافبک برای تیم آرمینیا بیله‌فلد بازی می‌کند.
از باشگاه‌هایی که در آن بازی کرده‌است می‌توان به باشگاه فوتبال هانزا روستوک و باشگاه فوتبال اینگولشتات ۰۴ اشاره کرد.
وی همچنین در تیم‌های ملی فوتبال جوانان آلمان، زیر ۲۱ سال آلمان و زیر ۲۳ سال آلمان بازی کرده‌است.
وی در مسابقات کشوری و بین‌المللی در مجموع برندهٔ ۱ مدال نقره شده‌است.